# Circuito Turístico do Lago de Três Marias

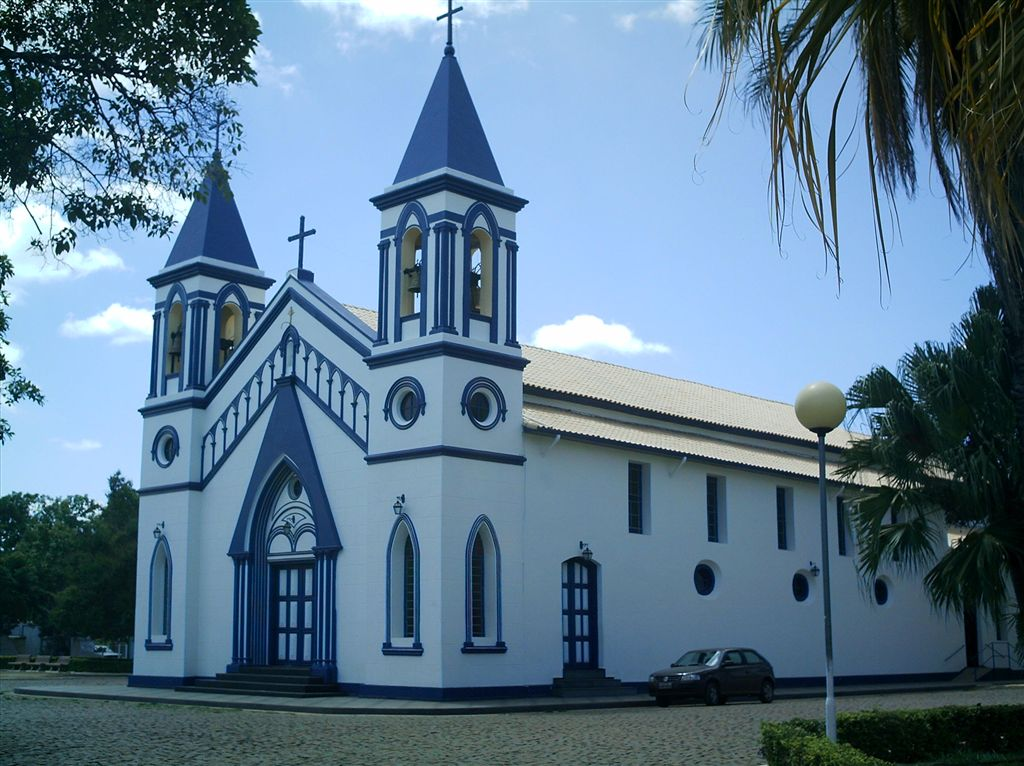
Igreja matriz de Pompéu.

O circuito turístico do Lago de Três Marias é um circuito turístico brasileiro do estado de Minas Gerais, Região Sudeste do país. O lago que dá nome ao circuito foi formado pelo represamento das águas do Rio São Francisco por ocasião da construção da Usina Hidrelétrica de Três Marias, inaugurada em 1962.

## Localização
Localizado na confluência das mesorregiões Central Mineira e Noroeste de Minas, o circuito é constituído por nove municípios: Abaeté, Biquinhas, Felixlândia, Martinho Campos, Morada Nova de Minas, Paineiras, Pompéu, São Gonçalo do Abaeté e Três Marias.

## Transporte
As principais rodovias que integram os municípios do circuito são as federais BR-040, BR-352 e BR-365 e as estaduais MG-060, MG-164, MG-415 e MG-420. O circuito é servido ainda pelos aeroportos de Pompéu, Abaeté e Três Marias.

## Atividades
A pesca amadora e os esportes náuticos são as principais motivações para o Turismo na região. Cachoeiras e riachos são abundantemente encontrados em todo o circuito. Morada Nova de Minas e Três Marias tem a rede hoteleira mais consolidada, apesar de todos os municípios terem atrações próprias no lago.
O meio ambiente, neste circuito, é muito especial. A geografia é caracterizada por campos,  cerrado e encantadoras veredas, conhecidas como oásis do sertão. É onde se encontram as robustas e elegantes palmeiras do buriti que chegam a medir de 20 a 30 m de altura. Não foi à toa que Guimarães Rosa nelas se inspirava. Frutos exóticos como Murici, Araticum e Pequi são, ali, fartamente encontrados.  
A grande festa religiosa fica por conta do Jubileu de Nossa Senhora da Piedade, que acontece em agosto no município de Felixlândia. É um evento tão expressivo regionalmente que a imagem de Nossa Senhora da Piedade, no santuário em sua homenagem, atribuída ao mestre Antônio Francisco Lisboa, o Aleijadinho.
O Circuito do Lago de Três Marias é Um lugar para aproveitar o sossego, a paz e lazer junto à amplidão da natureza e às históricas águas do Velho Chico.

## História
No princípio do século XIX, Minas entrou em plena fase de expansão e povoamento de suas terras, com as minas exauridas, foi necessário, então, partir para novas empreitadas, novas soluções. E a busca por novas terras acabou transformando Minas Gerais numa província eminentemente rural, tendo a agricultura e pecuária como base da sustentação econômica. Assim, as cidades que compõem esse circuito também tiveram origem nas fazendas e pousos que abrigavam tropeiros.
Exemplo disto é a história que dá nome a Três Marias, a cidade, a represa e o lago. Há muitos e muitos anos, residia às margens do Rio São Francisco uma família que montou uma pequena hospedaria na fazenda, com o passar dos anos, os pais morreram e as filhas Maria Francisca, Maria das Dores e Maria Geralda continuaram com a hospedaria, ponto de parada obrigatória. Aquela pequena hospedagem tornou-se popular como as 'Três Marias': 'Hoje vou pernoitar, lá, nas Três Marias ...' ; 'Quando atravessar o Rio São Francisco vou almoçar nas Três Marias ...'
Certo dia, como de costume, as Três Marias foram nadar, sem saber que vinha vindo uma cabeça de enchente. As águas vinham revoltas, arrastando animais, árvores, plantações, carregando e destruindo tudo a sua passagem. As Três Marias, ao sentirem a chegada das águas, tentaram sair do rio, mas Maria Geralda rodou nas águas, Maria Francisca tentou salvá-la e rodou também. Quando Maria das Dores viu as suas irmãs debatendo-se nas águas, numa luta mortal, tentou levá-las para as margens do Rio. Tudo em vão: as águas carregaram as Três Marias para o fundo do Rio. Após o acidente trágico, o nome de Três Marias tornou-se mais popular ainda, ficando aquela região assim conhecida.
No âmbito dessa trajetória expansionista da pecuária, o nome de Joaquina Bernarda Silva de Abreu Castelo Branco Souto Mayor, a Dona Joaquina do Pompeu, não poderia deixar de ser mencionado. A poderosa matriarca mineira dominou todo o Alto São Francisco no final do século XVIII e princípio do XIX, tanto que no seu testamento foram deixados 48.400 Km2 de terras. 